# Alexandr Nikolajevič Čerepnin
Alexandr Nikolajevič Čerepnin (Александр Николаевич Черепнин; 21. ledna 1899 Petrohrad – 29. září 1977 Paříž) byl ruský hudební skladatel a klavírista. Od roku 1921 žil ve Francii.

## Život
Narodil se v ruském Petrohradě. Už od raného mládí hrál dobře na klavír a skládal hudbu. K těmto aktivitám ho podnítila atmosféra domova, který byl místem setkávání významných soudobých hudebníků a umělců. Jeho otec Nikolaj Čerepnin, žák Nikolaje Rimského-Korsakova, byl rovněž skladatel. Skladateli byli i dva ze synů Alexandra Nikolajeviče, Serge Čerepnin (* 1941) a Ivan Čerepnin. Také synové posledně jmenovaného, Sergej a Stefan, skládají hudbu. Serge Čerepnin se angažoval v oblasti elektrofonické hudby a vývoje elektrofonických nástrojů. Matka Alexandra Nikolajeviče, Mariae Albertovna, pocházela z umělecké rodiny Benoisů; byla neteří Alexandra Benoise. Ještě než začal studovat kompozici, vytvořil Alexandr Nikolajevič stovky skladeb včetně více než tuctu klavírních sonát. Mezi jeho učitele v Rusku patřil žák Anatolije Ljadova a Alexandra Glazunova Viktor Běljajev, který ho připravil k přijetí na petrohradskou konzervatoř. K dalším učitelům patřili Leokadija Kasperová (1872–1940), chráněnka Antona Rubinsteina, a na konzervatoři skladatel Nikolaj Sokolov, stejně jako Čerepninův otec žák Nikolaje Rimského-Korsakova. Jeho mentorem byl rovněž významný muzikolog Alexandr Ossovskij (1871–1957), přítel Čerepninova otce. Čerepninova tvorba byla v té době ovlivněna dílem Alexandra Spendiarjana.
Po vypuknutí Říjnové revoluce v roce 1917 Čerepninovi z Petrohradu uprchli a na určitou dobu se usadili v Tbilisi. Alexandr si s sebou přivezl kolem dvou set kratších klavírních skladeb, z nichž některé později vyšly tiskem (zejména Bagately op. 5). Ve Tbilisi pokračoval ve studiu na konzervatoři a mimo to vystupoval jako klavírista a dirigent. Rovněž psal hudbu pro Moskevské komorní divadlo. Kvůli politické situaci ve Tbilisi poté, co Gruzii ovládli bolševici, se v roce 1921 Čerepninovi rozhodli opustit Rusko natrvalo.
Usadili se v Paříži, kde Čerepnin dokončil svá studia u Paula Vidala a Isidora Philippa (1863–1958), který vedl oddělení klavíru na pařížské konzervatoři. Philipp zajistil vydání souboru několika kratších skladeb pro klavír, který mladý skladatel zkomponoval ještě v Rusku. Čerepnin se časem se přidružil ke skupině skladatelů, která později dostala název Pařížská škola. Její jádro tvořili Bohuslav Martinů, Marcel Mihalovici and Conrad Beck. Čerepnin byl také iniciátorem akce, ze které vzešlo album Park atrakcí výstavy 1937. Každý z autorů Pařížské školy do ní přispěl skladbou, k níž ho inspirovala některá z pozoruhodností pařížské světové výstavy.
V Paříži zahájil Čerepnin svoji mezinárodní kariéru klavíristy a skladatele. Roku 1925 získal Schottovu cenu za Concerto da Camera op. 33. Od roku 1926 začal pravidelně navštěvovat Spojené státy. Později po delší dobu pobýval na Dálném východě, mezi roky 1934 a 1937 několikrát navštívil Čínu a Japonsko. Propagoval japonské skladatele Akiru Ifukubeho, Fumio Hayasakiho, Bunyo Koha (1910–1983) a další, z čínských pak mj. He Lutinga (1903–1999). Za tímto účelem dokonce založil v Tokiu Nakladatelství pro mladé skladatele. Během pobytu v Číně poznal mladou klavíristku Lee Hsien Ming (1915–1991), kterou si později v Evropě vzal. Měli spolu tři syny: Petra, Serge a Ivana.
Za 2. světové války žil ve Francii. Válka ale prakticky zastavila všechny jeho hudební aktivity. Bezprostředně po jejím skončení ale získal zpět svou tvůrčí energii. Výsledkem byla řada významných děl, počínaje symfonií č. 2, složenou v roce 1947. Její instrumentaci ale dokončil až v roce 1951 ve Spojených státech, kam odešel v roce 1948. Premiéru provedl v roce 1952 Chicago Symphony Orchestra za řízení Rafaela Kubelíka. Roku 1950 se Čerepnin usadil v Chicagu, v roce 1958 získal americké státní občanství. Spolu s manželkou až do roku 1964 vyučovali na DePaul University v Chicagu. Mezi jeho žáky zde patřili Phillip Ramey (* 1939), Robert Muczynski (1929–2010), Gloria Coates a John W. Downey (1927–2004). Během pobytu v Chicagu složil Čerepnin svou třetí symfonii, kterou si objednali Patricie a M. Martin Gordonovi, zakladatelé firmy Princess Pat, chicagské kosmetické firmy. Skladba, kterou dedikoval Patricii Gordon, premiéroval v roce 1955 dirigent Fabien Sevickij (1891–1967) s Indianapolis Symphony Orchestra. Roku 1957 dokončil Čerepnin zakázky od dvou velkých amerických orchestrů: Divertimento op. 90 pro Fritze Reinera a chicagský orchestr, a symfonii č. 4 op. 91 pro Charlese Muncha a Bostonský symfonický orchestr. V roce 1964 se odstěhoval do New Yorku a v následujících letech pobýval střídavě v Evropě a ve Spojených státech. Zemřel v Paříži v roce 1977.
První kompletní nahrávku jeho symfonií pořídil Singapore Symphony Orchestra za řízení dirigenta Lan Shui (* 1957). V roce 2008 byla tato nahrávka vydána v reedici spolu se šesti Čerepninovými klavírními koncerty v provedení klavíristy Noriko Ogawy (* 1962). Dalšími nahrávkami v podání stejného orchestru byla Symfonická modlitba op. 93, Magna mater op. 41 a další orchestrální díla. Čerepnin byl patronem organizace Delta Omicron, která pečuje o podporu moderní hudby a skladatelů.
Čerepnina a jeho ženu pojilo dlouholeté přátelství s Bohuslavem Martinů. Český skladatel dedikoval v roce 1948 Hsien Ming klavírní skladbu Pátý den páté luny H. 318. Na autograf partitury Martinů napsal – s ohledem na původ obdarované – část básně čínského básníka z 11. století Su Tung-Po, známého též jako Su Š’. Po válce se manželé Martinů a Čerepninovi občas scházeli u violoncellisty André Huvelina (1899–1978), jehož rodině patřil zámek v Mont-Saint-Léger poblíž Vesoulu.

## Styl a technika
Čerepninova raná díla nepostrádají originalitu a některá z nich získala trvalou popularitu. Jeho tvorba zahrnuje tři opery, čtyři symfonie, divertimento, šest klavírních koncertů, baletní hudbu, vokální skladby, sólovou skladbu pro altsaxofon a mnoho opusů pro sólový klavír. Jeho první symfonie z roku 1927 je pozoruhodná zejména tím, že v jedné z jejích vět hrají jen bicí nástroje. Čtyři roky nato použil stejnou orchestraci ve skladbě Ionisace Edgard Varèse. Jedna ze dvou jeho nedokončených symfonií byla zamýšlena jen pro perkuse. Čerepnin objevil svůj vlastní harmonický jazyk. Nejznámější z jeho syntetických stupnic, odvozených z kombinace větších a menších hexachordů, má devět not a skládá se ze tří tetrachordů v sekvenci půltón-tón-půltón. Této škále se začalo říkat Čerepninova stupnice a lze ji klasifikovat Messianovým způsobem omezené transpozice.

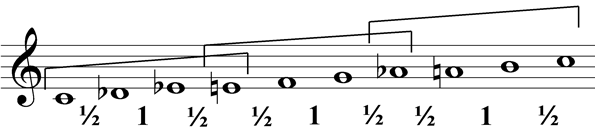

Pracoval též s pentatonickou hudbou, staroruským modem, gruzínskými harmoniemi a devítinotovou chromatickou stupnicí. Čerepnin rozebral tyto techniky ve své monografii Základní prvky mého hudebního jazyka.

## Dílo (výběr)
- 4 symfonie: op. 42 (1927), op. 77 (1946–1951), op. 83 (1951), op. 91 (1957)
- 6 klavírních koncertů: op. 12 (1919–1920), op. 26 (1922–1923), op. 48 (1931–1932), op. 78 (1947), op. 96 (1963), op. 99 (1965)
- Bagately, op. 5, verze pro klavír a orchestr (1960)
- 2 Noveletty pro klavír op. 19 (1921–1922)
- 4 Romance pro klavír op. 31 (1924)
- Historie malé Terezy a dítěte Ježíše op. 36b, 13 skladeb pro klavír
- 12 Preludií - Dobře temperované violoncello op. 38 (1925–1926)
- Concertino pro housle, violoncello, klavír a smyčcový orchestr op. 47 (1930–1931)
- Technická cvičení na pětinotové stupnici pro klavír op. 53 (1934–1936)
- Sonatina pro tympány a band op. 58 (1963)
- Pro malé a velké: 12 klavírních kusů střední obtížnosti op. 65 (1940)
- Dvanáctka pro vypravěče a komorní orchestr op. 73, text ve francouzštině, angličtině, ruštině a němčině (1945)
- Žena a její stín, balet op. 79 (1948)
- Koncert pro harmoniku a orchestr op. 86 (1953)
- Ruské skici pro orchestr op. 106 (1971)